# Leander serratus
Leander serratus är en kräftdjursart. Leander serratus ingår i släktet Leander och familjen Palaemonidae. Inga underarter finns listade i Catalogue of Life.

## Bildgalleri

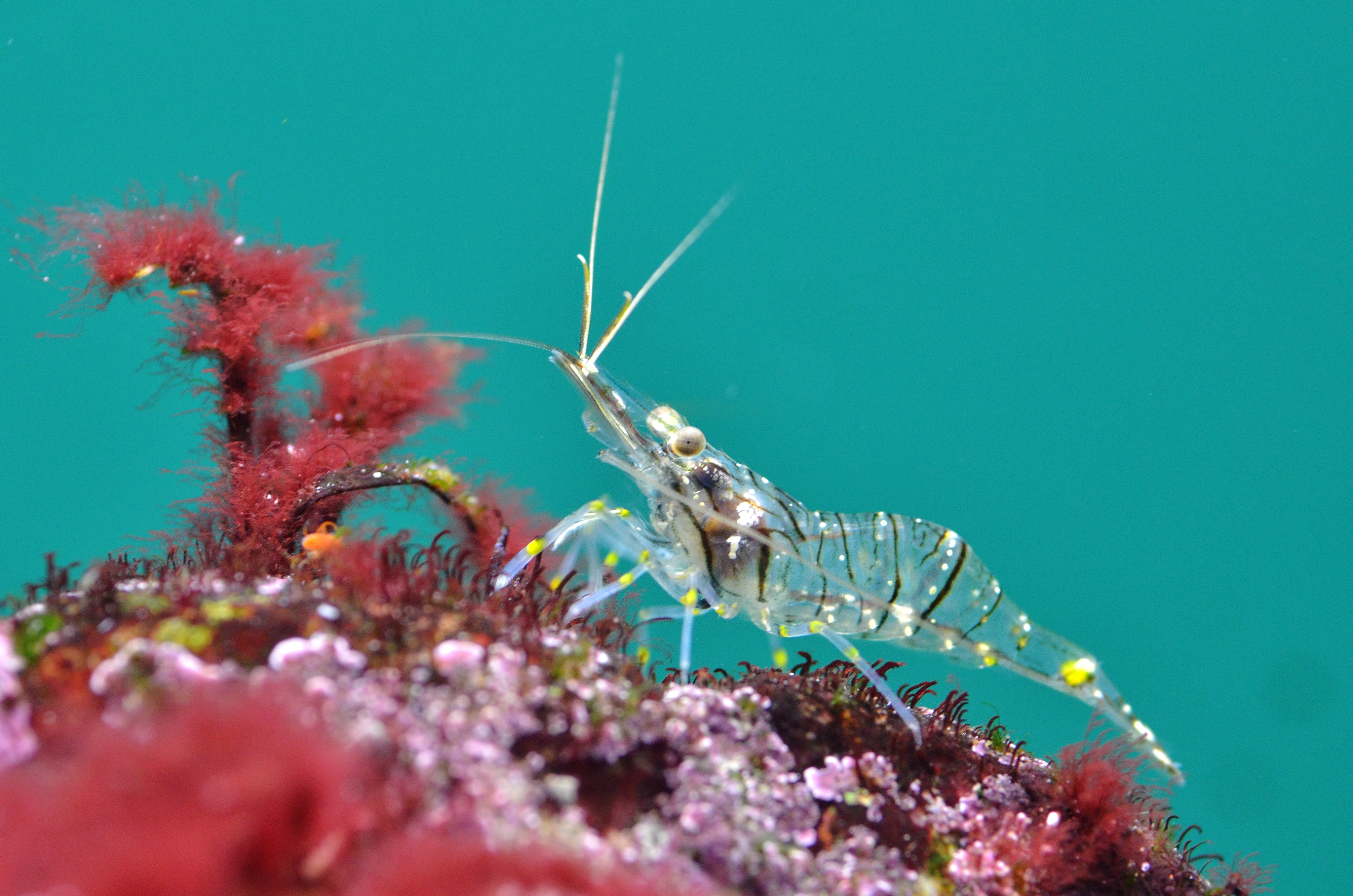
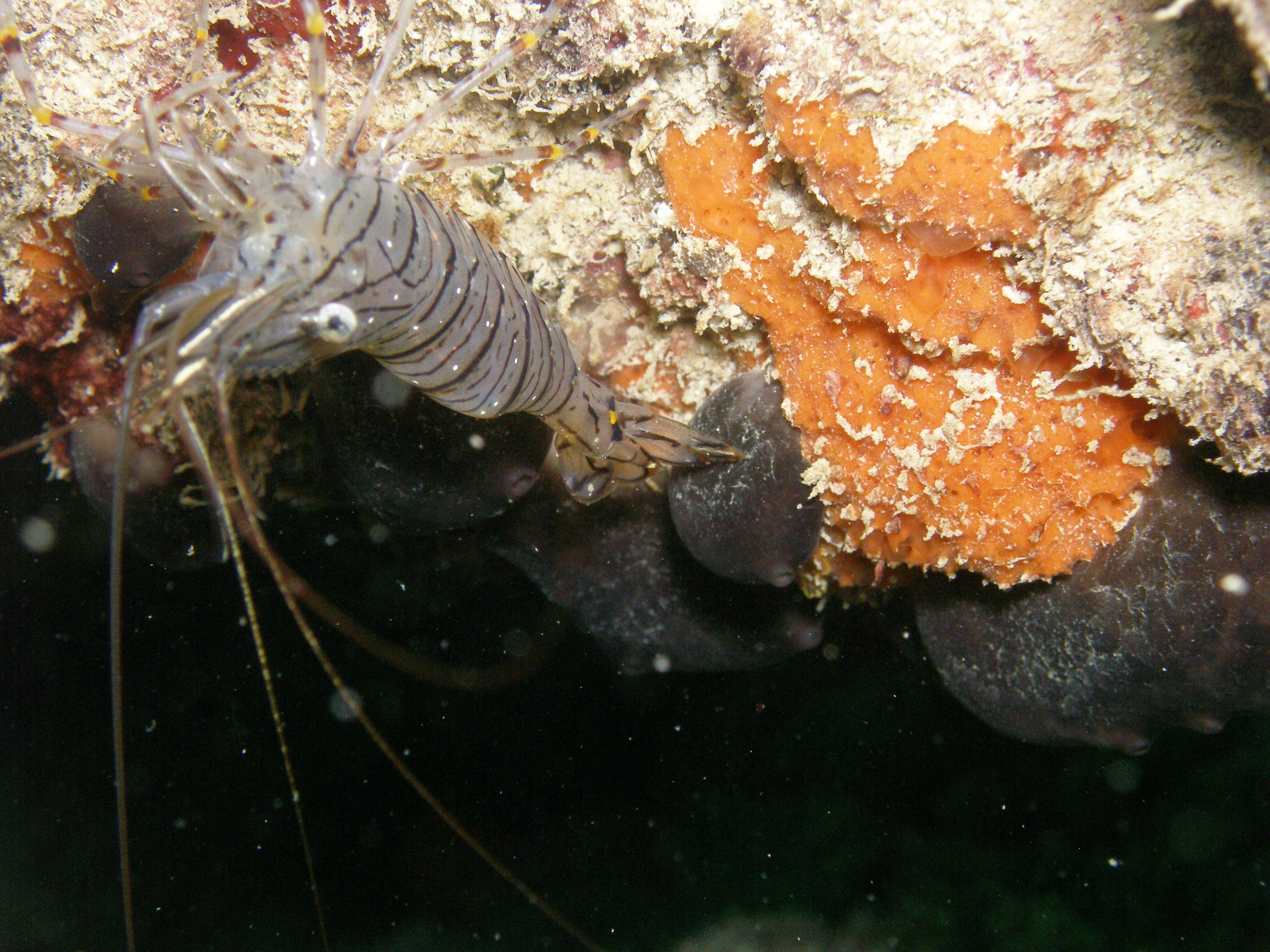
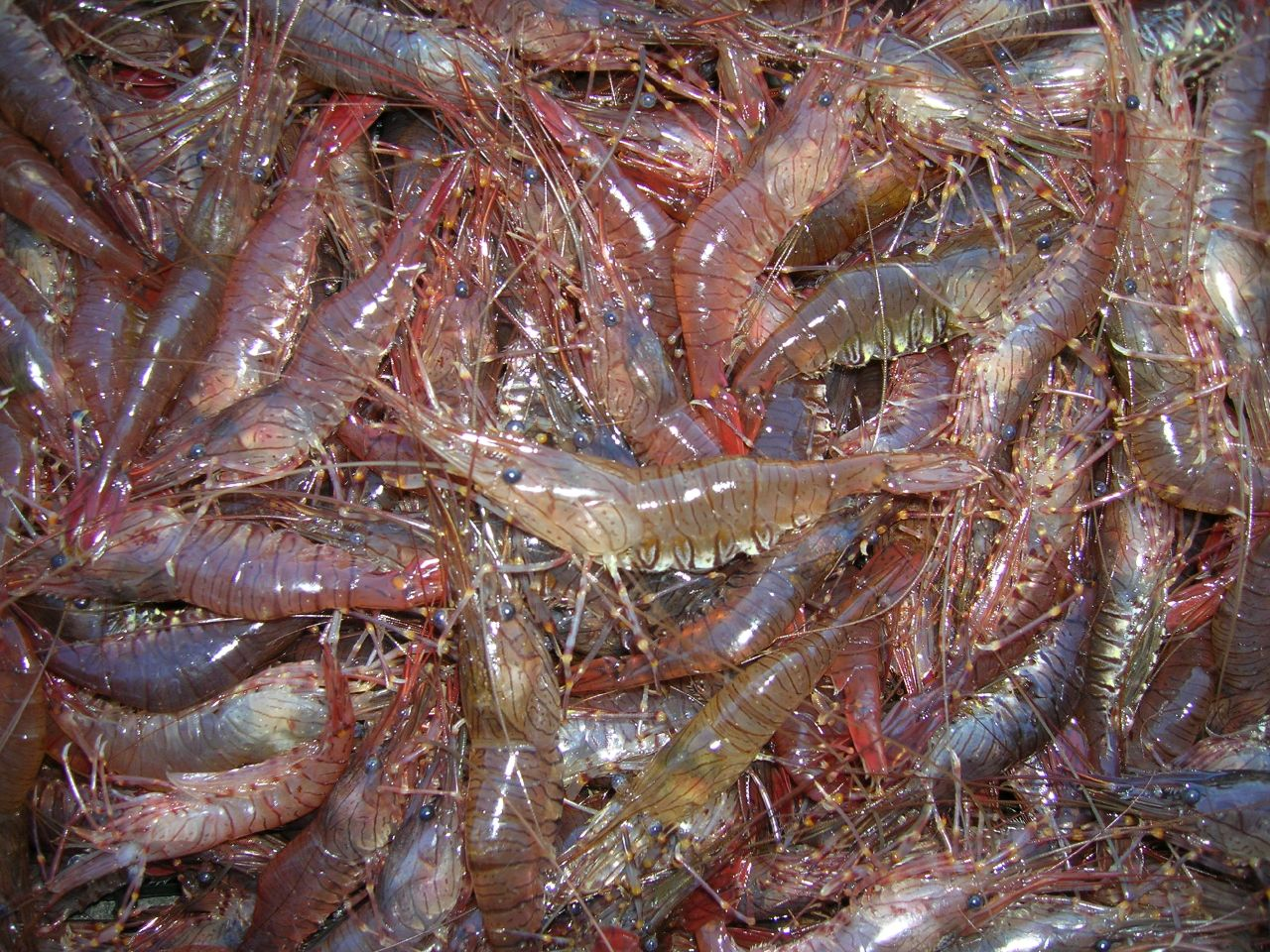
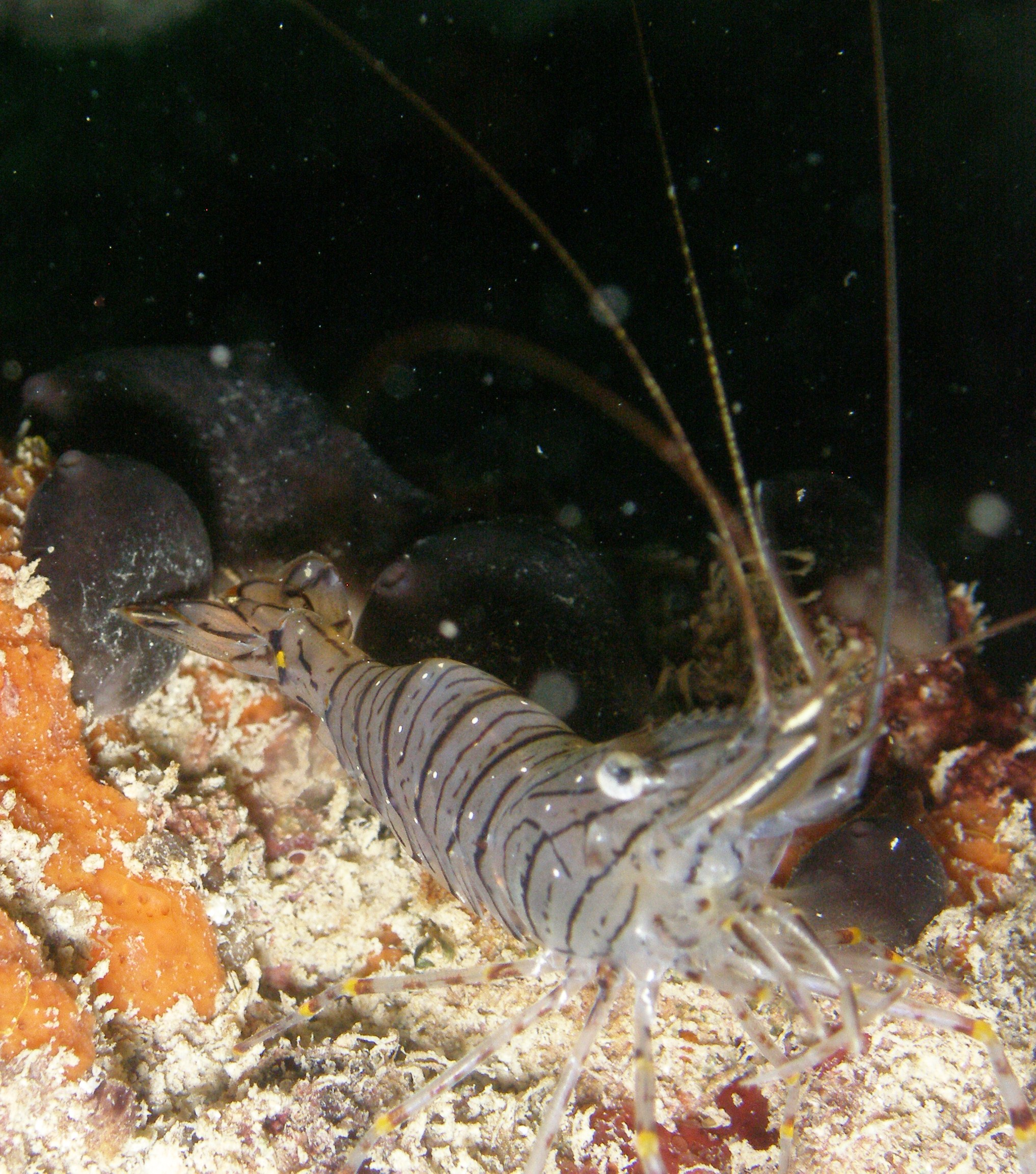